# Mézières-sur-Ponthouin
Mézières-sur-Ponthouin è un comune francese di 675 abitanti situato nel dipartimento della Sarthe nella regione dei Paesi della Loira.

## Società

### Evoluzione demografica
Abitanti censiti